# Симо Вучинић
Симо Вучинић – Шиме (1916—1943) био је учесник Народноослободилачке борбе и народни херој Југославије.

## Биографија
Рођен је 15. октобра 1916. године у Славском Пољу код Вргинмоста, у сиромашној сељачкој породици. Основну школу завршио је у Цреварској Страни, а после служења војног рока, радио је у Војнићу. Године 1937, учествовао је у штрајку пиланских радника.
Након проглашења НДХ у априлу 1941. године, Симо и остали људи из његовог села склонили су се у оближње шуме. Тамо се повезао с локалним комунистима и радио на припремању оружаног устанка у свом крају. Од августа 1941, постао је борац партизанског одреда „Коса Катић“, који је деловао око Војнића, Скакавца, Утиње и Вргинмоста. Учествовао је у више одбрана свог села од усташких напада, те у десетодневним борбама одреда против усташа код Сјеничака Ласињског. Последњег дана борбе, успео је да се са својом десетином пробије у правцу Петрове горе. Децембра 1941, постао је борац Четвртог кордунашког батаљона, с којим је учествовао у борбама против домобранско-усташких снага, којима је руководио Анте Павелић. После ових борби, примљен је у чланство Комунистичке партије Југославије.
Као бомбаш, учествовао је у нападу на усташко-жандармеријску станицу у селу Бучица, јануара 1942. године. Фебруара 1942, с групом бораца је послан преко Купе у Покупље, чији је задатак био да организују и шире оружану борбу у том крају. Тада је био командир чете „Кљука“, затим командант батаљона „Кљука“ и напослетку оперативни официр Тринаесте пролетерске бригаде „Раде Кончар“.
Са својом четом је учествовао у акцијама на железничкој прузи Загреб–Карловац, у разбијању домобранске бојне код Лекеника (том је приликом заробљено 190 домобрана, запаљено 20 вагона с дрвима и заплењено десет карабина с муницијом), у јуришима на непријатељску посаду у Стојдраги 19. и 20. новембра 1942. и остало.
За време јаке усташко-домобранске офанзиве на Жумберак, Симо и његова чета успели су да се провуку између непријатељских положаја у његову позадину. Изненадивши их с леђа, избацили су из строја 250 усташких и италијанских војника. Након тога, остале партизанске јединице прешле су у противнапад и одбациле непријатеља са Жумберка. За успешно изведе акције, Вучинић је био похваљен од штаба Тринаесте пролетерске бригаде.
Јануара 1943. године, Вучинићев батаљон је у саставу с осталим партизанским јединицама учествовао у нападу на усташко упориште Крашић. Вучинић је с осталим бомбашима уништио јако усташко упориште, након чега су партизанске јединице успеле да опколе непријатеља. Тада је убијено око 300, а заробљено 450 усташа.
Марта 1943, са својим је батаљоном извео напад на утврђено непријатељско место Плетерје (Словенија). Дана 19. марта, извео је бомбашки напад на једно непријатељско гнездо, након чега су се партизанске једнице пробиле у утврду, али га је притом смртно погодио митраљески рафал.
Указом Президијума Народне скупштине Федеративне Народне Републике Југославије, 20. децембра 1951. године, проглашен је за народног хероја.